# CYYR1
CYYR1 (англ. Cysteine and tyrosine rich 1) – білок, який кодується однойменним геном, розташованим у людей на короткому плечі 21-ї хромосоми. Довжина поліпептидного ланцюга білка становить 154 амінокислот, а молекулярна маса — 16 626.
| 10         |  | 20         |  | 30         |  | 40         |  | 50         |
| ---------- |  | ---------- |  | ---------- |  | ---------- |  | ---------- |
| MDAPRLPVRP |  | GVLLPKLVLL |  | FVYADDCLAQ |  | CGKDCKSYCC |  | DGTTPYCCSY |
| YAYIGNILSG |  | TAIAGIVFGI |  | VFIMGVIAGI |  | AICICMCMKN |  | HRATRVGILR |
| TTHINTVSSY |  | PGPPPYGHDH |  | EMEYCADLPP |  | PYSPTPQGPA |  | QRSPPPPYPG |
| NARK       |  |            |  |            |  |            |  |            |

A: Аланін

C: Цистеїн

D: Аспарагінова кислота

E: Глутамінова кислота

F: Фенілаланін

G: Гліцин

H: Гістидин

I: Ізолейцин

K: Лізин

L: Лейцин

M: Метіонін

N: Аспарагін

P: Пролін

Q: Глутамін

R: Аргінін

S: Серин

T: Треонін

V: Валін

Задіяний у такому біологічному процесі, як альтернативний сплайсинг. 
Локалізований у мембрані.